# Gloria Zanin
Gloria Zanin (Bassano del Grappa, 15 agosto 1975) è un'attrice, conduttrice televisiva ed ex modella italiana, eletta Miss Italia 1992.

## Biografia
Dopo aver vinto nel 1992 il concorso di bellezza Miss Italia, inizia la carriera di modella che porta avanti parallelamente a quella di presentatrice, prima su reti private venete, poi sui canali nazionali. Per la Rai presenta Sanremo Giovani (1994), Anteprime Miss Italia (1996), Mio capitano (1997) e Miss Italia nel mondo (2000).
Nel 2005 debutta come attrice, partecipando alla serie tv di Canale 5, Carabinieri 4, regia di Raffaele Mertes; dallo stesso anno lavora per l'emittente televisiva TeleVeneto, dove presenta una rubrica di intrattenimento, dal titolo Frègoe Venete.
Nel 2007 è la vincitrice, nella puntata dedicata alle miss, del programma Il migliore, condotto da Mike Bongiorno su Rete 4.
Nella stagione televisiva 2009/2010 è spesso chiamata a ricoprire il ruolo di inviata del programma Quelli che il calcio e... presentato da Simona Ventura.

## Vita privata
È stata per anni la fidanzata dell'ex schiacciatore di pallavolo ed ex capitano della Sisley Volley di Treviso, Samuele Papi.
L'11 luglio 2007 ha sposato l'ex calciatore Simone Tiribocchi, da cui ha avuto un figlio nel 2012.